# STC 1892 Oels
STC 1892 Oels was een Duitse voetbalclub uit Oels, dat sinds 1945 het Poolse Oleśnica is.

## Geschiedenis
De club werd opgericht in 1924 opgericht als VfR Oels en speelde vanaf dat jaar in de stadscompetitie van Oels, een onderdeel van de Midden-Silezische competitie. De club werd al meteen vicekampioen achter SSC 1901 Oels. Twee jaar later werd de club kampioen en plaatste zich zo voor de eindronde, waarin ze eerst SpVgg 1910 Brieg versloegen, maar in de finale een pak slaag kregen van Breslauer FV Stern 06, het werd 9-0. De volgende jaren slaagde de club er niet meer in de eindronde te bereiken. De club eindigde meestal op een derde plaats.
Na het seizoen 1932/33 werd de competitie grondig geherstructureerd. De overheid ontbond alle competities van de Zuidoost-Duitse voetbalbond en voerde de Gauliga Schlesien in als nieuwe hoogste klasse. Uit Midden-Silezië werden enkel clubs uit Breslau toegelaten. SSC 1901 Oels mochtin de Bezirksliga Mittelschlesien gaan spelen, die de tweede klasse vormde. Om toch een concurrentieel team op te kunnen stellen in de nieuwe sterkere competitie fuseerde de club met VfR Oels en TSVgg Jahn Oels tot STC 1892 Oels.
De club verzeilde nu in een veel zwaardere competitie moet enkele grote clubs en eindigde in het eerste seizoen negende op twaalf clubs. Het volgende seizoen werd de club voorlaatste, maar werd gespaard van degradatie omdat het tweede elftal van Breslauer SpVgg 02 zich uit de competitie terug trok. Na een plaats in de middenmoot volgde in 1937 dan toch een degradatie. De volgende twee seizoenen werd de club kampioen, maar slaagde er via de eindronde niet meer in te promoveren.
Na de Tweede Wereldoorlog werd de stad Pools en werden alle voetbalclubs ontbonden.